# Diabrotica fasciata
Diabrotica fasciata is een keversoort uit de familie bladkevers (Chrysomelidae). De wetenschappelijke naam van de soort werd in 1883 gepubliceerd door Theodor Franz Wilhelm Kirsch.

## Synoniemen
- Paranapiacaba fasciata (Kirsch, 1883)[1]